# Schadensberg
Schadensberg (česky doslovně Škodový vrch) je 425 m vysoký vrch na území města Neustadt in Sachsen (místní část Oberottendorf) v zemském okrese Saské Švýcarsko-Východní Krušné hory v Sasku.

## Charakteristika
Vrch leží v německé části Šluknovské pahorkatiny (Lausitzer Bergland) a její mesogeochoře Západní hornolužická vrchovina (Westliches Oberlausitzer Bergland). Geologické podloží tvoří dvojslídý hybridní granodiorit, který protínají žíly doleritu. Převládajícími půdními typy jsou podzolová kambizem a parakambizem, v sedle s Hutbergem se pak nachází glej až koluvizem. Na západním svahu vyvěrá Rückersdorfský potok, celý vrch tak náleží k povodí Polenze a Labe a k úmoří Severního moře. Většina Schadensbergu je zemědělsky využívána. Sedlem mezi Schadensbergem a Hutbergem prochází zemská silnice S 156, která vede na jih do Neustadtu in Sachsen a na sever do Bischofswerdy.